# Alex English
Alexander "Alex" English (Columbia, Carolina del Sur, 5 de enero de 1954) es un exjugador de baloncesto estadounidense que disputó 15 temporadas en la NBA y una más en la liga italiana. Jugaba de alero, y destacó sobre todo en el aspecto anotador. 

## Trayectoria deportiva

### Universidad
Su vida universitaria transcurrió en su tierra natal, en la Universidad de Carolina del Sur, en donde promedió en cuatro años 17,8 puntos y 9,6 rebotes por partido. Fue titular de su equipo en todos y cada uno de los 111 partidos que disputó como colegial, y se convirtió en el máximo anotador de toda la historia de su universidad. Su camiseta con el número 22 fue retirada en homenaje a su trayectoria.

### Profesional
Fue elegido en la sexta posición de la segunda ronda (23.º total) del Draft de la NBA de 1976 por los Milwaukee Bucks, donde apenas dispuso de minutos de juego, y no pudo demostrar su valía. Fue traspasdo a los Indiana Pacers, donde en apenas temporada y media se hizo un nombre en la liga, y comenzó a despuntar, terminando de hacerlo en los Denver Nuggets, donde a lo largo de 10 temporadas lideró siempre a su equipo en anotación, y consiguió ser el máximo anotador de la NBA en la temporada 1982-83. Acabó su carrera en Italia, en el Depi Napoli, donde jugó 18 partidos, promediando, a sus 38 años, 13,9 puntos y 4,8 rebotes por partido. Sus estadísticas tras 15 temporadas en la NBA fueron de 21,5 puntos y 5,5 rebotes.

## Estadísticas de su carrera en la NBA
|  | Líder de la liga |

### Temporada regular
| Año      | Equipo    | PJ    | PT  | MPP  | %TC  | %3P  | %TL  | RPP | APP | ROB | TPP | PPP  |
| -------- | --------- | ----- | --- | ---- | ---- | ---- | ---- | --- | --- | --- | --- | ---- |
| 1976-77  | Milwaukee | 60    | 6   | 10.8 | .477 | -    | .767 | 2.8 | .4  | .3  | .3  | 3.2  |
| 1977-78  | Milwaukee | 82    | 4   | 18.9 | .542 | -    | .727 | 4.8 | 1.6 | .5  | .7  | 9.6  |
| 1978-79  | Indiana   | 81    | 69  | 33.3 | .511 | -    | .752 | 8.1 | 3.3 | .9  | 1.0 | 16.0 |
| 1979-80  | Indiana   | 54    | 15  | 28.3 | .504 | .000 | .814 | 7.0 | 2.6 | .8  | .6  | 14.9 |
| 1979-80  | Denver    | 24    | 24  | 36.5 | .485 | .667 | .762 | 9.4 | 3.4 | 1.2 | 1.2 | 21.3 |
| 1980-81  | Denver    | 81    | 81  | 38.2 | .494 | .600 | .850 | 8.0 | 3.6 | 1.3 | 1.2 | 23.8 |
| 1981-82  | Denver    | 82    | 82  | 36.8 | .551 | .000 | .840 | 6.8 | 5.3 | 1.1 | 1.5 | 25.4 |
| 1982-83  | Denver    | 82    | 82  | 36.4 | .516 | .167 | .829 | 7.3 | 4.8 | 1.4 | 1.5 | 28.4 |
| 1983-84  | Denver    | 82    | 77  | 35.0 | .529 | .143 | .824 | 5.7 | 5.0 | 1.0 | 1.2 | 26.4 |
| 1984-85  | Denver    | 81    | 81  | 36.1 | .518 | .200 | .829 | 5.7 | 4.2 | 1.2 | .6  | 27.9 |
| 1985-86  | Denver    | 81    | 81  | 37.3 | .504 | .200 | .862 | 5.0 | 4.0 | .9  | .4  | 29.8 |
| 1986-87  | Denver    | 82    | 82  | 37.6 | .503 | .267 | .844 | 4.2 | 5.1 | .9  | .3  | 28.6 |
| 1987-88  | Denver    | 80    | 80  | 35.2 | .495 | .000 | .828 | 4.7 | 4.7 | .9  | .3  | 25.0 |
| 1988-89  | Denver    | 82    | 82  | 36.5 | .491 | .250 | .858 | 4.0 | 4.7 | .8  | .1  | 26.5 |
| 1989-90  | Denver    | 80    | 80  | 27.6 | .491 | .400 | .880 | 3.6 | 2.8 | .6  | .3  | 17.9 |
| 1990-91  | Dallas    | 79    | 26  | 22.1 | .439 | .000 | .850 | 3.2 | 1.3 | .5  | .3  | 9.7  |
| Total    | Total     | 1,193 | 753 | 31.9 | .507 | .217 | .832 | 5.5 | 3.6 | .9  | .7  | 21.5 |
| All-Star | All-Star  | 8     | 4   | 18.5 | .500 | .000 | .500 | 2.3 | 1.9 | .8  | .5  | 9.1  |

1. ↑  La NBA adoptó la línea de 3 puntos en 1979.

### Playoffs
| Año   | Equipo    | PJ | PT | MPP  | %TC  | %3P  | %TL  | RPP | APP | ROB | TPP | PPP  |
| ----- | --------- | -- | -- | ---- | ---- | ---- | ---- | --- | --- | --- | --- | ---- |
| 1978  | Milwaukee | 9  | -  | 23.1 | .615 | -    | .781 | 4.7 | 1.4 | .7  | .8  | 13.4 |
| 1982  | Denver    | 3  | -  | 39.3 | .473 | .000 | .857 | 7.7 | 5.7 | 1.0 | 1.0 | 19.3 |
| 1983  | Denver    | 7  | -  | 38.6 | .447 | .000 | .887 | 6.3 | 6.0 | .6  | 1.0 | 25.9 |
| 1984  | Denver    | 5  | -  | 40.6 | .588 | .000 | .893 | 8.0 | 5.6 | .6  | .4  | 29.0 |
| 1985  | Denver    | 14 | 14 | 38.3 | .536 | .000 | .890 | 6.6 | 4.5 | 1.2 | .4  | 30.2 |
| 1986  | Denver    | 10 | 10 | 39.4 | .463 | .000 | .859 | 3.5 | 5.2 | .4  | .4  | 27.3 |
| 1987  | Denver    | 3  | 3  | 25.3 | .510 | .000 | .857 | 4.7 | 3.3 | .0  | .0  | 18.7 |
| 1988  | Denver    | 11 | 11 | 39.8 | .455 | .000 | .814 | 5.4 | 4.4 | .6  | .3  | 24.3 |
| 1989  | Denver    | 3  | 3  | 36.0 | .516 | .000 | .875 | 4.3 | 3.7 | .3  | .0  | 26.0 |
| 1990  | Denver    | 3  | 3  | 25.3 | .568 | .000 | .818 | 3.0 | 3.0 | .7  | .3  | 19.7 |
| Total | Total     | 68 | 44 | 35.7 | .503 | .000 | .862 | 5.5 | 4.3 | .7  | .5  | 24.4 |

## Logros y reconocimientos
- Elegido en el segundo mejor quinteto de la NBA en 3 ocasiones.
- Elegido para el All-Star Game en 8 ocasiones.
- Máximo anotador de la NBA en 1983.
- Máximo anotador de la década de los 80, con 19682 puntos.
- Primer jugador de la historia en anotar más de 2000 puntos en 8 temporadas consecutivas.
- Finalizó su carrera en la NBA como máximo asistente (3679) y anotador (21645) en la historia de los Nuggets.
- Su camiseta con el número 2 fue retirada por Denver como homenaje.
- Miembro del Basketball Hall of Fame desde 1997.